# العلاقات البنينية الغانية
العلاقات البنينية الغانية هي العلاقات الثنائية التي تجمع بين بنين وغانا.

## مقارنة بين البلدين
هذه مقارنة عامة ومرجعية للدولتين:
| وجه المقارنة                                              | بنين            | غانا         |
| --------------------------------------------------------- | --------------- | ------------ |
| المساحة (كم2)                                             | 114.76 ألف      | 238.53 ألف   |
| عدد السكان (نسمة)                                         | 11.18 مليون     | 26.91 مليون  |
| الكثافة السكانية (ن./كم²)                                 | 97.42           | 112.82       |
| العاصمة                                                   | بورتو نوفو      | أكرا         |
| اللغة الرسمية                                             | لغة فرنسية      | لغة إنجليزية |
| العملة                                                    | فرنك غرب أفريقي | سيدي غاني    |
| الناتج المحلي الإجمالي (بليون دولار)                      | 9.27 مليار      | 47.33 مليار  |
| الناتج المحلي الإجمالي (تعادل القوة الشرائية) بليون دولار | 22.38 مليار     | 115.41 مليار |
| الناتج المحلي الإجمالي الاسمي للفرد دولار أمريكي          | 762             | 1.37 ألف     |
| الناتج المحلي الإجمالي للفرد دولار أمريكي                 | 2.03 ألف        | 4.08 ألف     |
| مؤشر التنمية البشرية                                      | 0.480           | 0.579        |
| رمز المكالمات الدولي                                      | +229            | +233         |
| رمز الإنترنت                                              | .bj             | .gh          |
| المنطقة الزمنية                                           | ت ع م+01:00     | 00           |

## منظمات دولية مشتركة
يشترك البلدان في عضوية مجموعة من المنظمات الدولية، منها:
| علم المنظمة | اسم المنظمة                                 | تاريخ انضمام بنين | تاريخ انضمام غانا |
| ----------- | ------------------------------------------- | ----------------- | ----------------- |
|             | مؤسسة التنمية الدولية                       | 16 سبتمبر 1963    | 29 ديسمبر 1960    |
|             | يونسكو                                      | 18 أكتوبر 1960    | 11 أبريل 1958     |
|             | وكالة ضمان الاستثمار متعدد الأطراف          | 26 سبتمبر 1994    | 29 أبريل 1988     |
|             | الأمم المتحدة                               | 20 سبتمبر 1960    | 8 مارس 1957       |
|             | مجموعة دول أفريقيا والكاريبي والمحيط الهادئ | ?                 | ?                 |
|             | الاتحاد البريدي العالمي                     | ?                 | ?                 |
|             | البنك الدولي للإنشاء والتعمير               | 10 يوليو 1963     | 20 سبتمبر 1957    |
|             | الاتحاد الدولي للاتصالات                    | 1961              | 17 مايو 1957      |
|             | منظمة حظر الأسلحة الكيميائية                | ?                 | ?                 |
|             | مؤسسة التمويل الدولية                       | 5 فبراير 1987     | 3 أبريل 1958      |
|             | المركز الدولي لتسوية المنازعات الاستشارية   | 14 أكتوبر 1966    | 14 أكتوبر 1966    |
|             | منظمة التجارة العالمية                      | ?                 | ?                 |
|             | منظمة الشرطة الجنائية الدولية               | ?                 | ?                 |
|             | الاتحاد الأفريقي                            | ?                 | ?                 |
|             | البنك الإفريقي للتنمية                      | ?                 | ?                 |

## وصلات خارجية
- موقع وزارة الخارجية البنينية
- موقع وزارة الخارجية الغانية